# 郑大一附院站
郑大一附院站是郑州地铁7号线的车站，位于中华人民共和国河南省郑州市二七区河医广场立交桥东北侧，以临近的郑州大学第一附属医院河医院区命名，于2024年12月29日启用。

## 车站结构
郑大一附院站的主体结构位于河医广场立交桥东北侧地下，沿金水路东侧呈南北向布置。该站主体结构长332.03米，总宽15.3-40.9米，为地下三层车站，B1层为站厅层，B3层为站台层。
| 1F  | 地面     | 所有出入口                                                       |
| B1F | 站厅     | 客服中心、自动售票机、行李检查、闸机、车站控制室、卫生间、母婴室 |
| B3F | █ 7号线  | 往东赵方向（大石桥）                                             |
| B3F | 岛式站台 | 至站厅                                                           |
| B3F | █ 7号线  | 往南岗刘方向（医学院）                                           |

### 站厅
郑大一附院站的站厅位于B1层，设有客服中心、自动售票机、行李检查、车站控制室等设施。站厅由闸机和栏杆分隔为付费区和非付费区，付费区内设有自动扶梯、楼梯和无障碍电梯连接站台层。在站厅A口通道处设有卫生间和母婴室。

### 站台
郑大一附院站的B3层设一座岛式站台，安装有高站台门。站台呈南北向布置，西侧站台面由7号线下行（南岗刘方向）列车使用，东侧站台面由7号线上行（东赵方向）列车使用。

### 出入口
郑大一附院站设A、B、C三个出入口，其中A、C口位于金水路东侧，B口位于金水路西侧，A、B口设有无障碍电梯。
该站已开通的各出入口信息如下表所示。
| 医学院 | 医学院       | 医学院 | 医学院         | 医学院   |
| 编号   | 路线         | 路线   | 路线           | 备注     |
| ------ | ------------ | ------ | -------------- | -------- |
| G63    | 八卦庙公交站 | ⇆      | 中州大道农业路 |          |
| G900   | 陇海路洛达庙 | ⇆      | 经三路广电南路 | 原K9路   |
| Y13    | 郑州东站     | ⇆      | 医学院         | 夜间服务 |
| Y21    | 佛岗村公交站 | ⇆      | 紫荆山人民路   | 夜间服务 |

| 建设东路医学院 | 建设东路医学院 | 建设东路医学院 | 建设东路医学院 | 建设东路医学院 |
| 编号           | 路线           | 路线           | 路线           | 备注           |
| -------------- | -------------- | -------------- | -------------- | -------------- |
| 70             | 省体育中心     | ⇆              | 火车站西广场   |                |

## 历史
郑大一附院站由中铁隧道承建，2024年8月30日，该站随郑州市轨道交通7号线一期工程04工区通过单位工程验收。2024年12月29日，郑州地铁7号线一期开通运营，该站正式启用。